# Tekken Tag Tournament 2
Tekken Tag Tournament 2 (鉄拳タッグトーナメント2, Tekken Taggu Tōnamento 2) est un jeu vidéo de combat de la série Tekken et la suite de Tekken Tag Tournament sorti en 1999 sur arcade.
Le jeu est sorti au Japon le 14 septembre 2011 sur borne d'arcade et est sorti le 14 septembre 2012 sur PlayStation 3, Xbox 360 et plus tard sur Wii U. Pour la sortie de la compilation Tekken Hybrid, une démo jouable de Tekken Tag Tournament 2 fut intégrée comprenant quatre personnages jouables.

## Développement
Le réalisateur Katsuhiro Harada fit une annonce via le site Twitter le 17 septembre 2010 : « TGS 8 septembre (samedi) au stand Tougeki. Je vais annoncer quelque chose ». Tekken Tag Tournament 2 fut annoncé durant le tournoi Tougeki le 18 septembre 2010, suivi d'une bande-annonce.
Le producteur Katsuhiro Harada déclara via Twitter que le moteur de jeu serait différent de celui utilisé pour Tekken 6. La version arcade du jeu au Japon fut initialement prévue pour l'été 2011, mais à cause des évènements du séisme de 2011 de la côte Pacifique du Tōhoku, la sortie fut reportée à l'automne 2011. Lors de la 11e compétition au World Cyber Games en 2010, Harada annonça que la version console comportera des personnages supplémentaires exclusifs et des modes de jeu gratuits. Toujours sur Twitter, Harada laissa entendre que la sortie de la version console du jeu surviendrait entre les sorties des jeux Street Fighter X Tekken et Tekken X Street Fighter.

### Tekken Tag Tournament 2 Unlimited

Premier logo du jeu.

Tekken Tag Tournament 2 Unlimited est une mise à jour de Tekken Tag Tournament 2. La mise à jour comporte un nombre de nouveaux objets et d'options pour la personnalisation des personnages. Elle propose également un nouvel équilibre des personnages et d'objets. La version arcade japonaise fut publiée le 27 mars 2012 et la version console sera basée sur cette version.
Dans cette version "Unlimited", le joueur peut choisir de combattre seul contre deux autres joueurs ("1 contre 1", "1 contre 2" ou "2 contre 2"). Il y a également le mode "Pair Play", qui permet à quatre joueurs de se battre simultanément par paires de deux, semblable au mode "Scramble Mode" de Street Fighter X Tekken. La version "Unlimited" dispose aussi du mode "Rage", système provenant de Tekken 6 pour les personnages en mode solo et le nouveau système de "Rage" du partenaire, de la version arcade de Tekken Tag Tournament 2 pour le mode en équipe.

### Version console
La version console de Tekken Tag Tournament 2 fut publiée sur PlayStation 3 et sur Xbox 360 le 11 septembre 2012 en Amérique du Nord, le 13 septembre au Japon et le 14 septembre en Europe. Cette version est basée sur Tekken Tag Tournament 2 Unlimited, et comporte de nouveaux personnages en plus des 44 déjà présents sur la version arcade du jeu, ainsi que de nouvelles arènes et un nouveau mode d'entrainement baptisé Fight Lab, avec Combot comme mannequin d'entraînement personnalisable.

### Version Wii U
L'édition Wii U de Tekken Tag Tournament 2 comporte du contenu exclusif à la console, incluant un mode se basant sur les powers-up de l'univers de Mario, avec des objets tels que les champignons empoisonnés ou les « Méga Champis ». La version Wii U marque aussi le retour du « Tekken Ball », qui fit son apparition pour la première fois dans Tekken 3. De nouveaux costumes de l'univers de Nintendo sont aussi proposés, en passant de Super Mario Bros., Metroid, Star Fox, F-Zero ou encore The Legend of Zelda.
À l'origine, lorsque la console Wii U fut d'abord montrée à la 17e édition de l'Electronic Entertainment Expo en 2011, Namco annonçait qu'ils comptaient développer un jeu Tekken exclusivement pour la Wii U, qui ne possédait aucun titre encore. Toutefois, lors de l'E3 2012, il fut annoncé que Tekken Tag Tournament 2 paraîtrait sur Wii U, qui était déjà prévu sur PlayStation 3 et sur Xbox 360. Il s'agit du troisième Tekken à paraître sur plateforme Nintendo après Tekken Advance et Tekken 3D: Prime Edition, et du premier sur console de salon. En plus du contenu, les personnages issues des DLC, sont inclus directement sur la version Wii U du jeu.

### Musique
Les musiques de Tekken Tag Tournament 2 ont été composées par Akitaka Tohyama, Nobuyoshi "sanodg" Sano, Keiichi Okabe, Rio Hamamoto, Taku Inoue, Yoshie Arakawa, Satoru Kousaki, Go Shiina.

## Personnages
Tekken Tag Tournament 2 comporte 44 personnages (sur la version arcade). Cet épisode marque la réapparition de Jun Kazama, Jinpachi Mishima
 (non jouable dans Tekken 5), ainsi que True Ogre
, mais il marque notamment le retour de Kunimitsu, Angel, Ogre ou encore Tiger Jackson pour la version Console. On note également le retour de Unknown en tant que dernier boss.
- Julia Chang devient la catcheuse Jaycee le temps de cet épisode.
- Kazuya Mishima peut se transformer en Devil Kazuya quel que soit son partenaire.

### Liste des personnages
- Alex
- Alisa Boskonovitch
- Angel
- Anna Williams
- Armor King II
- Asuka Kazama
- Baek Doo San
- Bob Richards / Slim Bob
- Bruce Irvin
- Bryan Fury
- Christie Monteiro
- Combot
- Craig Marduk
- Devil Jin
- Dr Bosconovitch
- Eddy Gordo
- Feng Wei
- Forest Law
- Ganryu
- Heihachi Mishima
- Hwoarang
- Jack-6
- Jin Kazama
- Jinpachi Mishima
- Julia Chang / Jaycee
- Jun Kazama /  Unknown
- Kazuya Mishima / Devil Kazuya
- King II
- Kuma II /  Panda
- Kunimitsu
- Lars Alexandersson
- Lee Chaolan /  Violet
- Lei Wulong
- Leo Kliesen
- Lili Rochefort
- Ling Xiaoyu
- Marshall Law
- Michelle Chang
- Miguel Caballero Rojo
- Miharu Hirano
- Mokujin
- Nina Williams
- Ogre
- Paul Phoenix
- P. Jack
- Raven
- Roger Jr.
- Sebastian
- Sergei Dragunov
- Steve Fox
- Tiger Jackson
- True Ogre
- Wang Jinrei
- Yoshimitsu
- Zafina

### Personnages supplémentaires
Le 11 avril 2012 Katsuhiro Harada a annoncé que la version console possédera des personnages supplémentaires par rapport à la version arcade.
Le 19 mai 2012: Kunimitsu, Angel, Michelle et Ogre sont officiellement annoncés.
Le 6 juillet 2012, Forest Law, Alex, Prototype Jack et Tiger Jackson ont été officiellement annoncés à la Japan Expo.
Le 11 septembre 2012, Slim Bob, Dr Bosconovitch, Unknown, Miharu, Violet et Sebastian sont découverts sur le disque du jeu et seront ensuite disponibles en DLC gratuits fin 2012.